# Zdzisław Zakrzewski
Zdzisław Zakrzewski herbu Jastrzębiec (ur. 11 listopada 1919 we Lwowie, zm. 21 marca 2013 w Hayward w Kalifornii) – amerykański inżynier optyk, filantrop, bankier, działacz społeczno-polityczny pochodzenia polskiego.

## Życiorys
Urodził się w rodzinie Wilhelma, legionisty, funkcjonariusza Policji Państwowej we Lwowie. Ojciec i matka zostali zabici przez Sowietów. Także jego dziadek Józef najprawdopodobniej został zamordowany w 1937, w ramach operacji polskiej NKWD w Płoskirowie.
Abiturient gimnazjum klasycznego św. Jadwigi, student Wydziału Inżynierii Politechniki Lwowskiej, ministrant, harcerz, działacz Lwowskiego Koła Młodzieży Wszechpolskiej, „Bratniej Pomocy” i Chrześcijańskiej Korporacji Akademickiej „Ikaria”.
We wrześniu 1939 wyruszył ze Lwowa z kolegami na poszukiwanie wojska. Grupa wpadła w ręce ukraińskich nacjonalistów, którzy chcieli ich rozstrzelać. Następnie wpadli w ręce bolszewików. Zdzisław i jego przyjaciele uciekli z więzienia i przedostali się do Rumunii, gdzie zostali internowani. Zbiegli z obozu internowania i przez Jugosławię i Grecję na gapę dopłynęli statkiem do Francji.
We Francji wstąpił do podchorążówki. Żołnierz Brygady Strzelców Podhalańskich, uczestnik walk pod Narvikiem oraz kampanii francuskiej 1940. Zbiegł z kolegami z niewoli niemieckiej i przedostał się do nieokupowanej części Francji. Razem z kolegami jachtem popłynął do Gibraltaru. Burza rozbiła jacht u wybrzeża Hiszpanii i został aresztowany i osadzony w obozie Miranda de Ebro, w którym Hiszpanie uznali ich za komunistów. Według Alfonsa Jacewicza, "podchorąży Zakrzewski" był jednym z wybitnych przywódców młodych w obozie. Po kilku próbach ucieczki i w wyniku strajku głodowego więźniów oraz naciskowi alianckiej dyplomacji Polaków zwolniono i przez Portugalię dotarli do Anglii.
Został przyjęty do Polskich Sił Powietrznych w Wielkiej Brytanii. W stopniu kaprala pełnił służbę w 304 Dywizjonie Bombowym Ziemi Śląskiej im. ks. Józefa Poniatowskiego i został odznaczony Medalem Lotniczym.
Szef Młodzieży Wszechpolskiej w Wielkiej Brytanii.
Dwukrotnie organizował bunt lotników: pierwszy (w sierpniu 1944) – przeciw brakowi pomocy dla powstania warszawskiego oraz drugi (w czerwcu 1945) – po cofnięciu uznania prawowitemu rządowi RP przez władze alianckie.
Po wojnie organizował studentów polskich w Europie Zachodniej, załatwiając im m.in. stypendia do uczelni katolickich, przede wszystkim w Belgii.
Kontynuował studia na Polskim Uniwersytecie na Uchodźstwie i w The Royal Institute of Technology, gdzie uzyskał stopień magistra inżyniera ze specjalizacją inżynierii optycznej.
W 1949 przeniósł się do USA. Pracował w sektorze bezpieczeństwa narodowego, m.in. przy projekcie bomby wodorowej i satelitów szpiegowskich. Ostatnią pracą były Wojny Gwiezdne (Strategic Defense Initiative), szczególnie nad komponentem lustrzanym systemu obronnego.
Związany z ruchem konserwatywnym. Animator życia społecznego i politycznego Polonii w San Francisco Bay Area. W 1974 założyciel i prezes Polskiej Federalnej Unii Kredytowej „Polam” w Kalifornii. Dyrektor Kongresu Polonii Amerykańskiej w Północnej Kalifornii.
Twórca kilku organizacji charytatywnych, a w tym „Help to Poland” i Fundacji im. Tadeusza Ungara. Prowadził polski program radiowy, redagował biuletyn polamowski, napisał liczne artykuły o tematyce społecznej, politycznej i kulturowej. Opublikował też książkę O Polsce i Polakach (Warszawa: Ronin, 1996).
W latach 70. XX wieku wspierał opozycję antykomunistyczną (grupę harcerską KOR) w Polsce, a później „Solidarność”.
Po 1989 założył Fundację Niezależny Zespół Badawczy, wspomagał fundację „Samostanowienie” i finansowo pismo Glaukopis. Przede wszystkim koncentrował się na działalności charytatywnej na obszarze post-sowieckim: od Wilna i Lwowa po Kazachstan.
Był autorem wielu patentów i licznych artykułów naukowych z zakresu inżynierii. Opublikował książkę Myśli o Polsce i Polakach (Warszawa: Ronin, 1996).
Zdzisław Zakrzewski był żonaty z Zofią z Witwickich, z którą miał siedmioro dzieci.